# 黑格貝格山 (伊布斯阿爾卑斯山脈)
47°47′34″N 14°43′00″E / 47.792681°N 14.716714°E

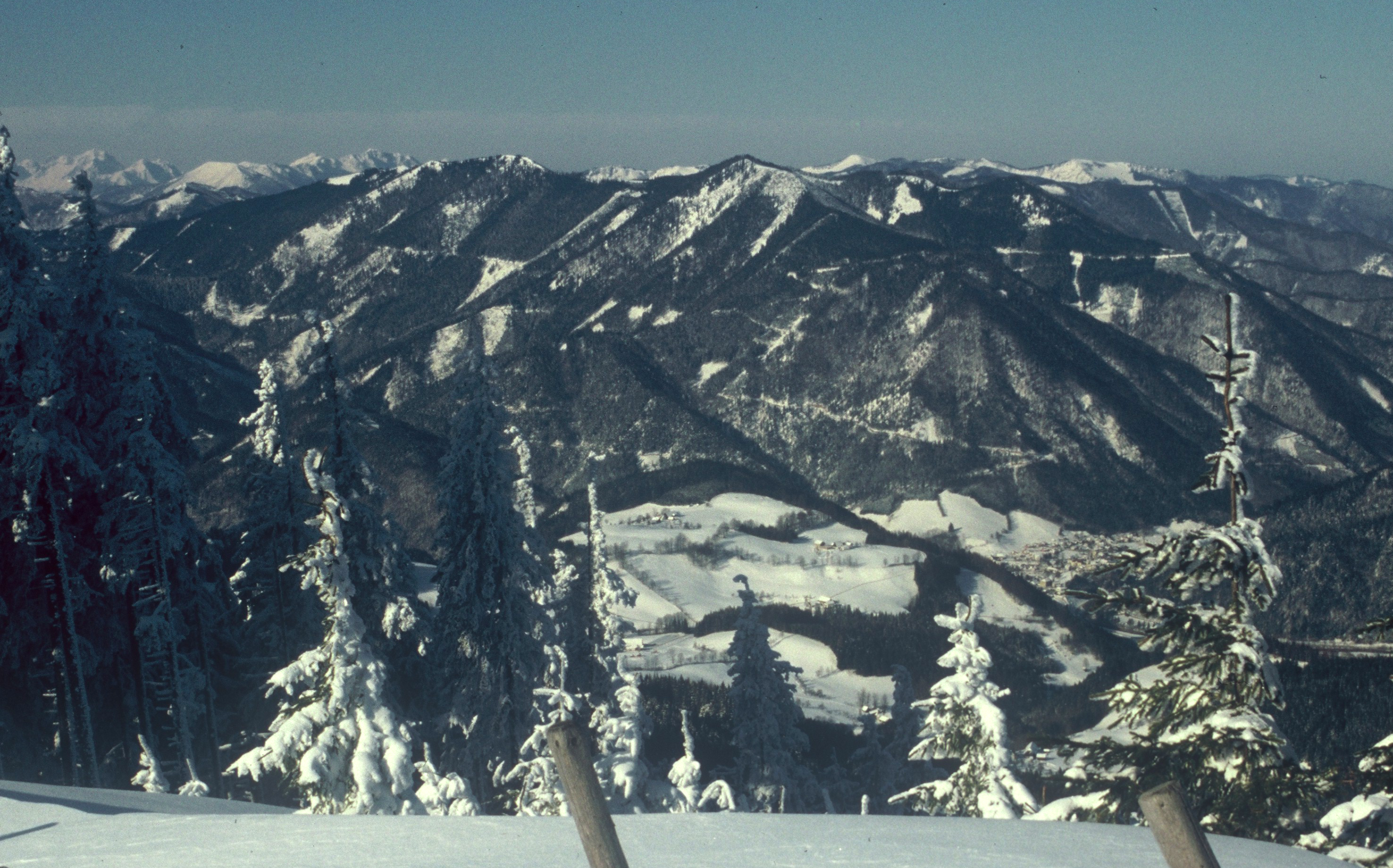

黑格貝格山（德語：Hegerberg），是奧地利的山峰，位於該國東北部，處於上奧地利州和下奧地利州接壤的邊界，屬於伊布斯阿爾卑斯山脈的一部分，海拔高度1,477米。